# Encrasicholina purpurea
Encrasicholina purpurea is een straalvinnige vis uit de familie van de ansjovissen (Engraulidae) en behoort derhalve tot de orde van haringachtigen (Clupeiformes). De vis kan een lengte bereiken van 7 cm.

## Leefomgeving
De soort komt in zeewater en brak water voor. De vis prefereert een tropisch klimaat en leeft hoofdzakelijk in de Grote Oceaan.

## Relatie tot de mens
Encrasicholina purpurea is voor de visserij van beperkt commercieel belang. In de hengelsport wordt er weinig op de vis gejaagd.